# La corsara (film 1916)
La corsara è un film muto italiano del 1916 diretto da Maurizio Rava.